# François Pinault
François Pinault, född 1936 i Les Champs-Géraux, är en fransk företagsledare och konstsamlare.
Pinault grundade PPR (Pinault-Printemps-Redoute) där bland annat Fnac, Gucci och Puma AG ingår. Koncernen leds sedan 2005 av sonen François-Henri Pinault. Sedan 2013 kallas koncernen för Kering. Pinault grundade även Groupe Artémis som är ett investmentbolag som äger till exempel fotbollsklubben Stade Rennais FC. Bolaget styrs idag av hans son François-Henri Pinault.
Pinault har en av världens största samlingar av modern och samtida konst med verk av bland andra Andy Warhol, Mark Rothko, Jeff Koons och Damien Hirst. Han har byggt ett museum i Venedig som öppnade 2006. Han har också låtit bygga om Bourse de Commerce i Paris och där han ska ställa ut en del av sina samlingar. Bourse de Commerce öppnade upp sina dörrar våren 2021. Pinault har lagt omkring 120 miljoner euro på museet och ombyggnationen har letts av Tadao Ando, som har jobbat med Pinault förr. Högst upp i museet finns även en restaurang som drivs av Michel Bras som även driver en världskänd restaurang i södra Frankrike.